# Цураи
Цураи (дарг. Цурагӏи) — село Дахадаевского района Дагестана. Входит в Цизгаринский сельсовет.

## География
Село находится на высоте 1357 м над уровнем моря. Ближайшие населённые пункты — Бускри, Меусиша, Мугри, Канасираги, Цизгари, Шадни, Мургук, Викри, Гунакари, Калкни.

## Население
| 1888 | 1895 | 1926 | 1939 | 1970 | 1989 | 2002 |
| ---- | ---- | ---- | ---- | ---- | ---- | ---- |
| 421  | ↘395 | ↘259 | ↗269 | ↗366 | ↘156 | ↗210 |
| 2010 | 2021 |      |      |      |      |      |
| ↘189 | ↗225 |      |      |      |      |      |

## История
8 хозяйств (более 35 человек) села в 1985 году были в плановом порядке переселены в село Морское.